# 바렐비파
바렐비파(우르드어:بَریلوِی‎ 발음: [bərellʋi])는 수니파 법학파인 하나피파의 뒤를 이은 운동으로 남아시아에 2억 명이 넘는 추종자가 있다. 인도와 파키스탄의 무슬림 대다수는 바렐비파이다. 그 이름은 인도 북부의 마을 바레일리에서 유래되었는데, 바릴리는 설립자 겸 주요 지도자 아흐메드 라자 칸(1856–1921)의 고향이다.  바렐비(Barelvi)가 통용되는 용어지만, 이 운동의 추종자들은 흔히 국제 다수운동 형성이라는 인식의 언급인 아흘 순나트 와 자마아트(우르두어: اہلللتت تتتعععت) 또는 수니파로 알려지는 것을 선호한다.
이 운동은 알라와 무슬림 예언자 무함마드에 대한 개인적 헌신을 강조하고 성도 숭상 등 수피 관행을 샤리아와 통합할 것을 강조한다. 이것 때문에 흔히 수피라고 부른다. 아흐마드 라자 칸과 그의 지지자들은 자신이나 그들의 움직임을 확인하기 위해 결코 '바렐비'라는 용어를 사용하지 않았다. 그들은 자신들이 수니파 전통 신앙을 일탈로부터 옹호하는 수니파 무슬림이라고 보았다. 나중에야 '바렐비'라는 용어가 쓰였다.

## 같이 보기
- 파키스탄 운동